# Wahoo (Nebraska)
Wahoo je grad u američkoj saveznoj državi Nebraska. Prema popisu stanovništva iz 2010. u njemu je živjelo 4,508 stanovnika.